# 제6기병여단 (미국)
제6기병여단 (항공 전투)(6th Cavalry Brigade (Air Combat))은 Blackhorse→흑마, "Silent Thunder→고요한 벼락"의 두 가지 별명을 가진 미국 기병대의 여단이다.
캠프 험프리스를 거점으로 삼고 오산, 군산, 수원 공군 기지를 지키는 임무를 수행했었다.

## 역사

### 1차 편성, 제2차 세계 대전
제2차 세계 대전에 참전하기 위한 부대 중 하나로서 1942년 4월 21일에 제6전차단, 본부 및 본부 파견대로서 구성되어 텍사스주, 캠프 보위에서 창설되었다.
1944년 1월 1일에 제6기갑단으로 개편되었고 종전 이후 1945년 10월 22일에 활동을 중단한 뒤, 1952년 7월 2일에 매사추세츠주, 캠프 스텐디시에서 해체되었다.

### 2차 편성, 냉전~테러와의 전쟁
1974년 여름에 호즈 위원회(Howze Board)의 항공기병전투여단 창설 권유에 따라 제6기병연대를 기반으로 이듬해 2월 21일에 제6기병여단, 본부 및 본부병대로서 구성하였다. 여단은 제6기병연대의 전대를 배속받아 포트 후드에서 창설되었다. 그리고 부대 인식표와 장비로서 공격 헬리콥터를 배속받았다.
1990년 여단의 두 전대는 이라크에 전개하여 제158항공연대, 2대대와 같이 사막 방패 작전과 사막 폭풍 작전에 참가하였다.
1995년 제1, 4전대가 해산하고 제3전대만 남자, 이듬해 1996년에 제501항공연대, 5대대를 1전대로 배속받았다. 같은 해 12월 제43방공포병연대, 1대대가 여단에 배속되었다.
2005년, 미국 육군의 개편의 일부 계획인 전투항공여단 계획에 따라 제2보병사단 항공 여단에 제17항공여단과 합쳐져 제2전투항공여단으로 개편되어, 제6기병여단은 편제에서 사라졌다. 배속되었던 제43방공포병연대, 1대대는 제35방공포병여단에 재배속되었다. 제6기병연대, 1전대는 제1보병사단에 옮겨가고, 제3전대는 해산하였다.

## 전투 서열

### 상위부대
- 제8군; ? ~ 2005년

### 예하부대
- 제6기병연대
  - 제1대대
  - 제3대대
- 제43방공포병연대, 1대대
- 제604항공지원대대 - 미국 공군의 지원부대

## 기록

### 계보
- 1942년 4월 21일, Headquarters and Headquarters Detachment, 6th Tank Group
  - →제6전차단, 본부 및 본부분견대
- 1944년 1월 1일, Headquarters and Headquarters Company, 6th Armored Group
  - →제6기갑단, 본부 및 본부중대
- 1975년 2월 21일, Headquarters and Headquarters Troop, 6th Cavalry Brigade
  - 정규군 배정
  - →제6기병여단, 본부 및 본부병대

### 전역
| 스트리머                   | 내역               |
| -------------------------- | ------------------ |
| 제2차 세계 대전, 유럽 전구 | 노르망디 (+화살촉) |
| 제2차 세계 대전, 유럽 전구 | 오드프랑스         |
| 제2차 세계 대전, 유럽 전구 | 라인란트 (+화살촉) |
| 제2차 세계 대전, 유럽 전구 | 아르덴-알자스      |
| 제2차 세계 대전, 유럽 전구 | 중앙유럽           |

## 참고
1. ↑  “6TH CAVALRY BRIGADE” (영어). 문장학 연구소. 2016년 3월 4일에 원본 문서에서 보존된 문서. 2015년 6월 30일에 확인함.

- “Headquarters and Headquarters Troop, 6th Cavalry Brigade”. 미국 육군 역사관. 2002년 8월 8일. 2019년 5월 17일에 원본 문서에서 보존된 문서. 2019년 5월 17일에 확인함.
- “6th Cavalry Brigade (Air Combat)” (영어). globalsecurity.org. 2014년 11월 16일에 확인함.
- 김병륜 (2005년 4월 19일). “쉽게 풀어보는 군사용어<14>기병 없는 기병여단”. 국방일보. 2014년 11월 16일에 확인함.[깨진 링크(과거 내용 찾기)]